# Éveux
Éveux és un municipi francès situat al departament del Roine i a la regió d'Alvèrnia-Roine-Alps. L'any 2007 tenia 973 habitants.

## Demografia

### Població
El 2007 la població de fet d'Éveux era de 973 persones. Hi havia 373 famílies de les quals 60 eren unipersonals (9 homes vivint sols i 51 dones vivint soles), 150 parelles sense fills, 146 parelles amb fills i 17 famílies monoparentals amb fills.
La població ha evolucionat segons el següent gràfic:
Habitants censats

### Habitatges
El 2007 hi havia 389 habitatges, 370 eren l'habitatge principal de la família, 15 eren segones residències i 4 estaven desocupats. 364 eren cases i 19 eren apartaments. Dels 370 habitatges principals, 306 estaven ocupats pels seus propietaris, 60 estaven llogats i ocupats pels llogaters i 4 estaven cedits a títol gratuït; 2 tenien una cambra, 10 en tenien dues, 33 en tenien tres, 108 en tenien quatre i 217 en tenien cinc o més. 327 habitatges disposaven pel capbaix d'una plaça de pàrquing. A 131 habitatges hi havia un automòbil i a 226 n'hi havia dos o més.

### Piràmide de població
La piràmide de població per edats i sexe el 2009 era:
| Homes | Edats   | Dones |
| ----- | ------- | ----- |
| 0     | 95 o +  | 0     |
| 0     | 90 a 94 | 0     |
| 4     | 85 a 89 | 0     |
| 8     | 80 a 84 | 12    |
| 8     | 75 a 79 | 4     |
| 12    | 70 a 74 | 20    |
| 24    | 65 a 69 | 24    |
| 36    | 60 a 64 | 24    |
| 20    | 55 a 59 | 20    |
| 52    | 50 a 54 | 40    |
| 20    | 45 a 49 | 36    |
| 28    | 40 a 44 | 32    |
| 32    | 35 a 39 | 28    |
| 20    | 30 a 34 | 20    |
| 24    | 25 a 29 | 20    |
| 20    | 20 a 24 | 32    |
| 24    | 15 a 19 | 24    |
| 24    | 10 a 14 | 28    |
| 16    | 5 a 9   | 28    |
| 28    | 0 a 4   | 8     |

## Economia
El 2007 la població en edat de treballar era de 608 persones, 451 eren actives i 157 eren inactives. De les 451 persones actives 436 estaven ocupades (229 homes i 207 dones) i 14 estaven aturades (6 homes i 8 dones). De les 157 persones inactives 68 estaven jubilades, 39 estaven estudiant i 50 estaven classificades com a «altres inactius».

### Ingressos
El 2009 a Éveux hi havia 382 unitats fiscals que integraven 1.055 persones, la mediana anual d'ingressos fiscals per persona era de 22.781 €.

### Activitats econòmiques
Dels 33 establiments que hi havia el 2007, 1 era d'una empresa alimentària, 5 d'empreses de construcció, 8 d'empreses de comerç i reparació d'automòbils, 4 d'empreses d'informació i comunicació, 8 d'empreses de serveis, 5 d'entitats de l'administració pública i 2 d'empreses classificades com a «altres activitats de serveis».
Dels 5 establiments de servei als particulars que hi havia el 2009, 1 era una fusteria, 3 lampisteries i 1 electricista.
L'únic establiment comercial que hi havia el 2009 era una floristeria.
L'any 2000 a Éveux hi havia 3 explotacions agrícoles que ocupaven un total de 81 hectàrees.

## Equipaments sanitaris i escolars
El 2009 hi havia 1 escola maternal i 1 escola elemental.

## Patrimoni mundial
Dins del terme d'Eveux es troba el Convent dominicà de Santa Maria de La Tourette, obra de l'arquitecte Le Corbusier que des de l'any 2016 figura inscrita a la llista de Patrimoni Mundial de la Unesco formant part del conjunt de l'obra arquitectònica de Le Corbusier

## Poblacions més properes
El següent diagrama mostra les poblacions més properes.